# Guillermo de la Dehesa
Guillermo de la Dehesa Romero (Madrid, 9 de julio de 1941) es un funcionario, economista y empresario español.

## Biografía
Tras cursar estudios en el Colegio del Pilar de su ciudad natal, se licencia en Derecho por la Universidad Complutense de Madrid y, en 1968 accede a la condición de funcionario tras aprobar las oposiciones de Técnico Comercial y Economista del Estado. Inicia entonces su carrera en la Administración General del Estado, sucesivamente en los Ministerios de Comercio, Industria y Energía y Economía.
Ya bajo los Gobiernos del PSOE, accede al cargo de secretario general de Comercio, al que seguiría, en 1986 el nombramiento de Secretario de Estado de Economía en sustitución de Miguel Ángel Fernández Ordóñez, siendo Ministro Carlos Solchaga. Permanece en el cargo hasta 1988.
En esa fecha, inicia su trayectoria en el sector privado, trabajando en distintas empresas nacionales e internacionales, fue consejero delegado del Banco Pastor y presidente de Gas Madrid y consejero de Ibersuizas, Unión Fenosa y Telepizza. Actualmente es asesor internacional de Goldman Sachs y consejero independiente del Banco Santander (desde 2002). Es colaborador de El País.
Es presidente del Patronato del Museo Reina Sofía desde 2010 y Patrono del Museo del Prado y del Círculo de Bellas Artes.
Es Consejero de la Comisión de Auditoría del Consejo de Administración de Amadeus IT Group (mayo de 2012).
Es autor de varios manuales de economía.